# Joanna van de Winkel
Joanna van de Winkel, née le 22 avril 1982 à Pietermaritzburg, est une cycliste sud-africaine spécialisée en cyclisme sur route,. Durant les saisons 2012 et 2013, elle fait partie de l'équipe cycliste Lotto Soudal Ladies.
Elle a pris part à l'épreuve sur route aux Jeux olympiques d'été de 2012 terminant 28e de l'épreuve.

## Palmarès
- 2011
  - 4e du championnat d'Afrique sur route
- 2012
  - 3e du championnat d'Afrique du Sud sur route
- 2019
  -  Médaillée de bronze du championnat d'Afrique sur route